# 廖克發
廖克發（1979年—），馬來西亞出身的台灣導演，許多作品探討東南亞華人歷史議題。

## 生平
廖克發出生於馬來西亞霹靂州實兆遠的馬來西亞華裔家庭。畢業於新加坡國立大學企業管理學系，其後擔任小學教師達5年，隨後就讀國立台灣藝術大學電影研究所。他拍攝的電影多與東南亞華人有關，其中紀錄片《不即不離》因為涉及有關馬來亞共產黨的敏感歷史，在馬來西亞被全面禁演。廖克发则将电影改为线上上映，让大马观众朋友免费收看。
廖克發自從念研究所時期後便定居在台灣，目前已取得中華民國身份證。
2023年擔任第60屆金馬獎初選評審委員。

## 作品

### 劇情短片
- 《鼠》（Rat）（2008）（導演/編劇）
- 《愛在森林邊境》（Cul de Sac Forest）（2019）（導演/編劇）
- 《花開的夜晚》（Whisper of Flowers）（2012）（導演/編劇）
- 《雨落誰家》（When It Rains）（2012）（導演/編劇）
- 《動物之心》（A Stray）（2013）（導演）
- 《一起去看海》（A Scene of the Sea）（2014）（導演/編劇）
- 《理想狀態》（Dream Place Born in 60 Seconds）（2015）
- 《妮雅的門》（Nia's Door）（2015）（導演/編劇/剪輯）
- 《羽》（Feathered Dream）（2017）
- 《十年台灣：睏眠》（Ten Years Taiwan：the sleep）（2018）（導演/編劇）

### 紀錄短片
- 《螢火》（Firefly）（2018）
- 《虎人》（Were Tiger）（2021）

### 紀錄長片
- 《不即不離》（Absent Without Leave）（2016）
- 《還有一些樹》（The Tree Remembers）（2019）
- 《野番茄》（Taste of wild tomato）（2021）
- 《一邊星星 一邊海浪》（Between the Stars and Waves）（2022）
- 《卡倫》（KAREN）（2022）
- 《由島至島》（From island）（2024）

### 劇情長片
- 《菠蘿蜜》（Boluomi）（2019）（導演/編劇）

### 動畫長片
- 《小貓巴克里》（Barkley The Cat）（2017）（編劇）
- 《中山魂》（Dr. Sun）（2020）（編劇）

## 獎項紀錄
| 年份   | 頒獎典禮                          | 獎項         | 影片                  | 結果 |
| ------ | --------------------------------- | ------------ | --------------------- | ---- |
| 2019年 | 第56屆金馬獎                      | 最佳新導演   | 《菠蘿蜜》            | 提名 |
| 2022年 | 第59屆金馬獎                      | 最佳紀錄短片 | 《一邊星星 一邊海浪》 | 提名 |
| 2024年 | 第26屆台北電影獎                  | 最佳紀錄片   | 《由島至島》          | 獲獎 |
| 2024年 | 第26屆台北電影獎                  | 百萬首獎     | 《由島至島》          | 獲獎 |
| 2024年 | 第61屆金馬獎                      | 最佳紀錄片   | 《由島至島》          | 獲獎 |
| 2025年 | 第5屆傑出影視聽工作者楊士琪紀念獎 | 楊士琪紀念獎 |                       | 獲獎 |

## 外部連結
- 廖克發在互联网电影资料库（IMDb）上的資料（英文）
- 廖克發在香港影庫上的簡介
- 廖克發在豆瓣上的资料（简体中文）
- 廖克發在时光网上的簡介（简体中文）